# Xã Monee, Quận Will, Illinois
Xã Monee (tiếng Anh: Monee Township) là một xã thuộc quận Will, tiểu bang Illinois, Hoa Kỳ. Năm 2010, dân số của xã này là 15.669 người.